# Tour della nazionale maschile di rugby a 15 della Nuova Zelanda 2016

## Risultati
| Arbitro: | Mathieu Raynal |

|                                                           |      |                                                   |
| 10’ J. Murphy 17’ Stander 34’ Murray 48’ Zebo 76’ Henshaw | mt   | 5’ Moala 52’ Perenara 56’ B. Smith 63’ S. Barrett |
| 10’, 34’ Sexton 76’ Carbery                               | tr   | 52’, 56’, 63’ B. Barrett                          |
| 4’, 24’ Sexton 59’ Murray                                 | c.p. | 21’ B. Barrett                                    |

| Arbitro: | Nigel Owens |

|           |      | |
| 67’ Boni  | mt   | 4’, 58’ Fekitoa 15’ Faumuina 20’ Tuipulotu 26’ Dagg 38’ Crockett 45’ Luatua 62’ Dixon 73’ Ioane 77’ Naholo |
| 68’ Allan | tr   | 4’, 15’, 20’, 26’, 38’, 45’, 58’ Cruden 73’, 77’ Sopoaga                                                   |
| 13’ Canna | c.p. | |

| Arbitro: | Jaco Peyper |

|                             |      |                                |
|                             | mt   | 3’, 66’ Fekitoa 14’ B. Barrett |
|                             | tr   | 3’, 14’, 66’ B. Barrett        |
| 10’ Sexton 24’, 57’ Jackson | c.p. |                                |

| Arbitro: | Wayne Barnes |

|                                   |      |                                     |
| 62’ Picamoles                     | mt   | 7’ Dagg 43’ B. Barrett 58’ Faumuina |
| 62’ Serin                         | tr   | 7’, 43’, 58’ B. Barrett             |
| 25’, 40’ Machenaud 50’, 77’ Serin | c.p. | 17’ B. Barrett                      |